# Ohotske (Ohotske), Nîjnohirskîi
Ohotske (în ucraineană Охотське) este localitatea de reședință a comunei Ohotske din raionul Nîjnohirskîi, Republica Autonomă Crimeea, Ucraina.

## Demografie
Componența lingvistică a localității Ohotske
     Rusă (68,17%)
     Tătară crimeeană (15,23%)
     Ucraineană (15,04%)
     Alte limbi (1,01%)
Conform recensământului din 2001, majoritatea populației localității Ohotske era vorbitoare de rusă (68,17%), existând în minoritate și vorbitori de tătară crimeeană (15,23%) și ucraineană (15,04%).